# Adiafora
Adiafora (av grek. adiaphoron "likgiltig", av det nekande a och diaphoros "intressant", "framstående"; uttalas med betoning på tredje stavelsen) står för inför sedelagen likgiltiga ting och handlingar.
Inom kristen teologi betecknar adiafora värden som är neutrala i moraliskt hänseende och som först erhåller en etisk betydelse i människans strävan efter dem (till exempel hälsa, egendom, berömmelse).  Enligt Martin Luther är många av kyrkobruken att se som adiafora, d.v.s "som man kan ha eller mista".
Kyrkohistoriskt talas om de s. k. adiaforistiska striderna inom den Lutherska kyrkan. Den första uppstod år 1548 då Karl V (tysk-romersk kejsare) hade utfärdat en stadga, Augsburger-Interim, där han fordrade att protestanterna skulle återuppta en mängd katolska bruk. Som en reaktion på detta förklarade de wittenbergska teologerna, med Philipp Melanchthon i spetsen, den s. k. Leipziger-Interim där åtskilliga punkter förklarades för utvärtes, för det kristliga livet likgiltiga ting (adiafora).
Med den andra adiaforistiska striden menar man tvisten i början av 1700-talet mellan ortodoxa kristna och pietister företrädda av Philipp Jakob Spener.  Pietisterna fördömde alla världsliga nöjen som till exempel dans, spel, teaterbesök o. s. v. De ortodoxa däremot, med Valentin Ernst Löscher i spetsen, förklarade allt sådant för adiafora. 

## Praktiskt exempel
Distinktionen trosfråga/ordningsfråga kan i en mening beskrivas med termen adiafora. När alltså Svenska kyrkan hävdar att ämbetsfrågan är en ordningsfråga hävdar man att den är ett adiaforon.